# Oswaldella niobae
Oswaldella niobae is een hydroïdpoliep uit de familie Kirchenpaueriidae. De poliep komt uit het geslacht Oswaldella. Oswaldella niobae werd in 2006 voor het eerst wetenschappelijk beschreven door Peña Cantero & Ramil. 